# Illats
Illats – miejscowość i gmina we Francji, w regionie Nowa Akwitania, w departamencie Żyronda.
Według danych na rok 1990 gminę zamieszkiwało 1158 osób, a gęstość zaludnienia wynosiła 40 osób/km² (wśród 2290 gmin Akwitanii Illats plasuje się na 373. miejscu pod względem liczby ludności, natomiast pod względem powierzchni na miejscu 297.).